# Proutista wilemani
Proutista wilemani är en insektsart som beskrevs av Frederick Arthur Godfrey Muir 1918. Proutista wilemani ingår i släktet Proutista och familjen Derbidae. Inga underarter finns listade i Catalogue of Life.